# Algarinejo (kommunhuvudort)
Algarinejo är en kommunhuvudort i Spanien.   Den ligger i provinsen Provincia de Granada och regionen Andalusien, i den södra delen av landet, 300 km söder om huvudstaden Madrid. Algarinejo ligger 606 meter över havet och antalet invånare är 4 243.
Terrängen runt Algarinejo är huvudsakligen kuperad. Algarinejo ligger nere i en dal. Runt Algarinejo är det ganska glesbefolkat, med 47 invånare per kvadratkilometer. Närmaste större samhälle är Priego de Córdoba, 12,9 km norr om Algarinejo. Trakten runt Algarinejo består till största delen av jordbruksmark.